# Maraã
Maraã è un comune del Brasile nello Stato dell'Amazonas, parte della mesoregione di Norte Amazonense e della microregione di Japurá.